# Hydrolithon boergesenii
Hydrolithon boergesenii (Foslie) Foslie, 1909  é o nome botânico  de uma espécie de algas vermelhas pluricelulares do gênero Hydrolithon, família Corallinaceae, subfamília Mastophoroideae.
- São algas marinhas encontradas no Japão, Flórida, São Tomé e Príncipe, Colômbia, Costa Rica, Bahamas, Barbados Hispaniola e Ilhas Virgens.

## Sinonímia
- Goniolithon boergesenii   Foslie, 1901
- Porolithon boergesenii   (Foslie) M. Lemoine, 1917